# 家養火雞
家養火雞（學名：Meleagris gallopavo domesticus）是一種大型的雞雁小綱的動物。與野生火雞相同，是火雞屬的兩個物種之一。儘管人們認為至少2000年前的中美洲中部火雞就已經被馴化了，但最近的研究表明，美國西南部可能在公元前200年至公元500年之間被二次馴化了。但如今所有主要的家養火雞品種都來自墨西哥中部飼養的火雞，隨後該品種的火雞在16世紀被西班牙人引入歐洲。 